# Üzeyir Hacıbəyov

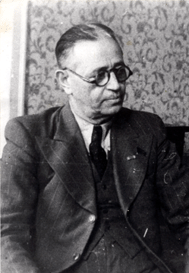
Üzeyir Hacıbəyov (1945)

Üzeyir Əbdul Hüseyn oğlu Hacıbəyov (russisch Узеир Абдул-Гусейн оглы Гаджибеков/ عزیر حاجی‌بیوو / Useir Abdul-Gussein ogly Gadschibekow; * 5. Septemberjul. / 17. September 1885greg. in Ağcabədi; † 23. November 1948 in Baku) war ein sowjetischer und aserbaidschanischer Komponist, Musikwissenschaftler, Publizist, Dramaturg und Pädagoge. Er gilt als der Gründer der modernen aserbaidschanischen Musik und Oper und ist der Komponist der ersten Oper im islamischen Orient überhaupt.

## Leben

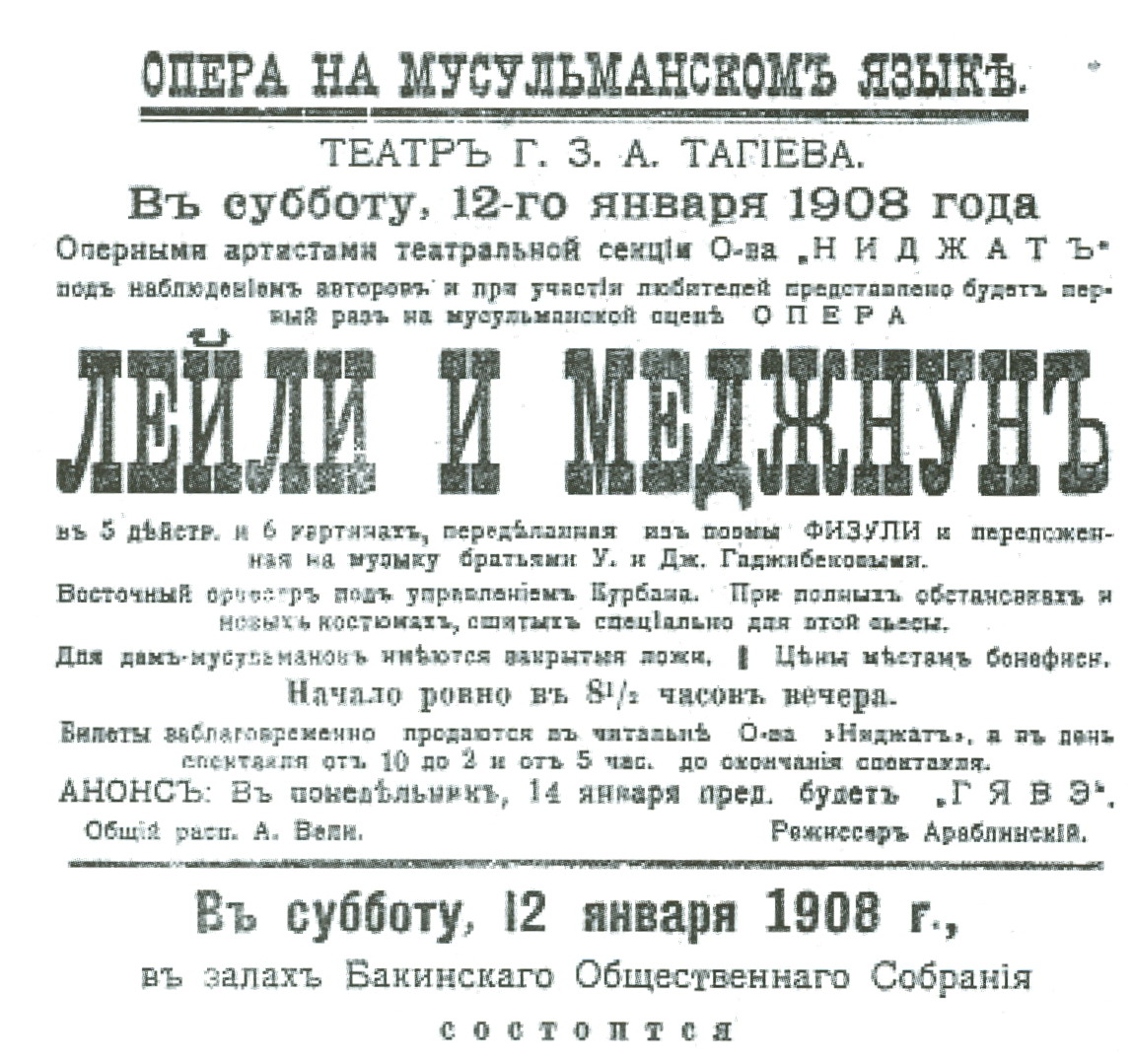
Leyla and Mejnun. Oper in Baku 1908

Diese Oper, Leyli va Madschnun (Leyli və Məcnun), wurde am 12. Januarjul. / 25. Januar 1908greg. in Baku im Theater des aserbaidschanischen Millionärs und Wohltäters Zeynalabdin Taghiyev uraufgeführt. Hacıbəyov schrieb außerdem die folgenden weiteren Opern: Scheykh Sanan (Şeyx Sən'an, 1909), Rüstam va Söhrab (1910), Schah Abbas va Khurschid banu (Şah Abbas və Xurşid banu, 1912), Asli va Karam (1912, eine Adaption der Geschichte Kerem und Asli), Harun va Leyla (1915) und Köroglu (1937); für die letzte erhielt er 1941 den Stalinpreis.
Hacıbəyov ist Begründer der aserbaidschanischen Musikkomödie (Wenn nicht jene, dann eben diese, 1910; Arschin mal alan, 1913 u. a.). Letztere wurde in die russische, englische, deutsche, chinesische, arabische, persische, polnische, ukrainische, weißrussische, georgische und andere Sprachen übersetzt und 1917, 1945 (diese Variante war einer der beliebtesten Filme in der UdSSR) und 1965 verfilmt. O olmasin bu olsun wurde 1956 verfilmt.
Hacıbəyov erhielt seine musikalische Ausbildung in Sankt Petersburg und Moskau. Er gründete 1920 in Baku das Staatliche Aserbaidschanische Konservatorium, als dessen Rektor er von 1938 bis zu seinem Tod 1948 wirkte und das 1949 nach ihm benannt wurde, außerdem gründete er ein Volksinstrumentenorchester und ein Sinfonieorchester. Neben seinen Opern verfasste er zwei Ouvertüren, kammermusikalische Werke, Klavierstücke, Kantaten, Lieder und Massenchöre. 1944 komponierte er die Hymne der Aserbaidschanischen SSR. Daneben trat er auch als Autor musiktheoretischer Werke hervor.
1982 wurden Filme über Üzeyir Hacıbəyov (Üzeyir Hacıbəyov und Uzun ömrün akkordları, Regie: Anar) produziert.
Hacıbəyov verfasste sowohl die Melodie der Hymne der Aserbaidschanischen SSR als auch die der heutigen Azərbaycan Marşı (Nationalhymne Aserbaidschans).

Denkmal für Hacıbəyov Üzeyir im Wiener Donaupark
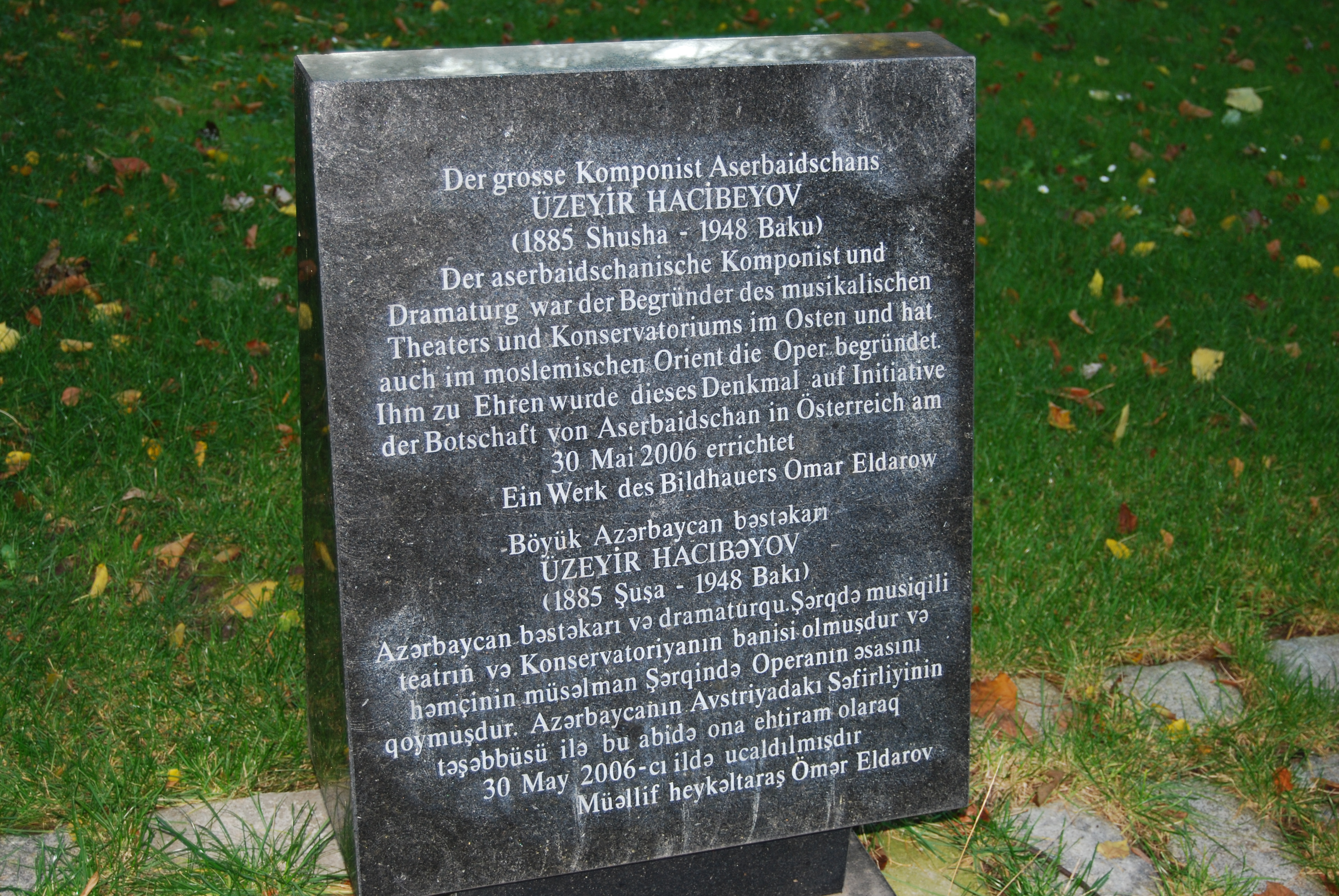
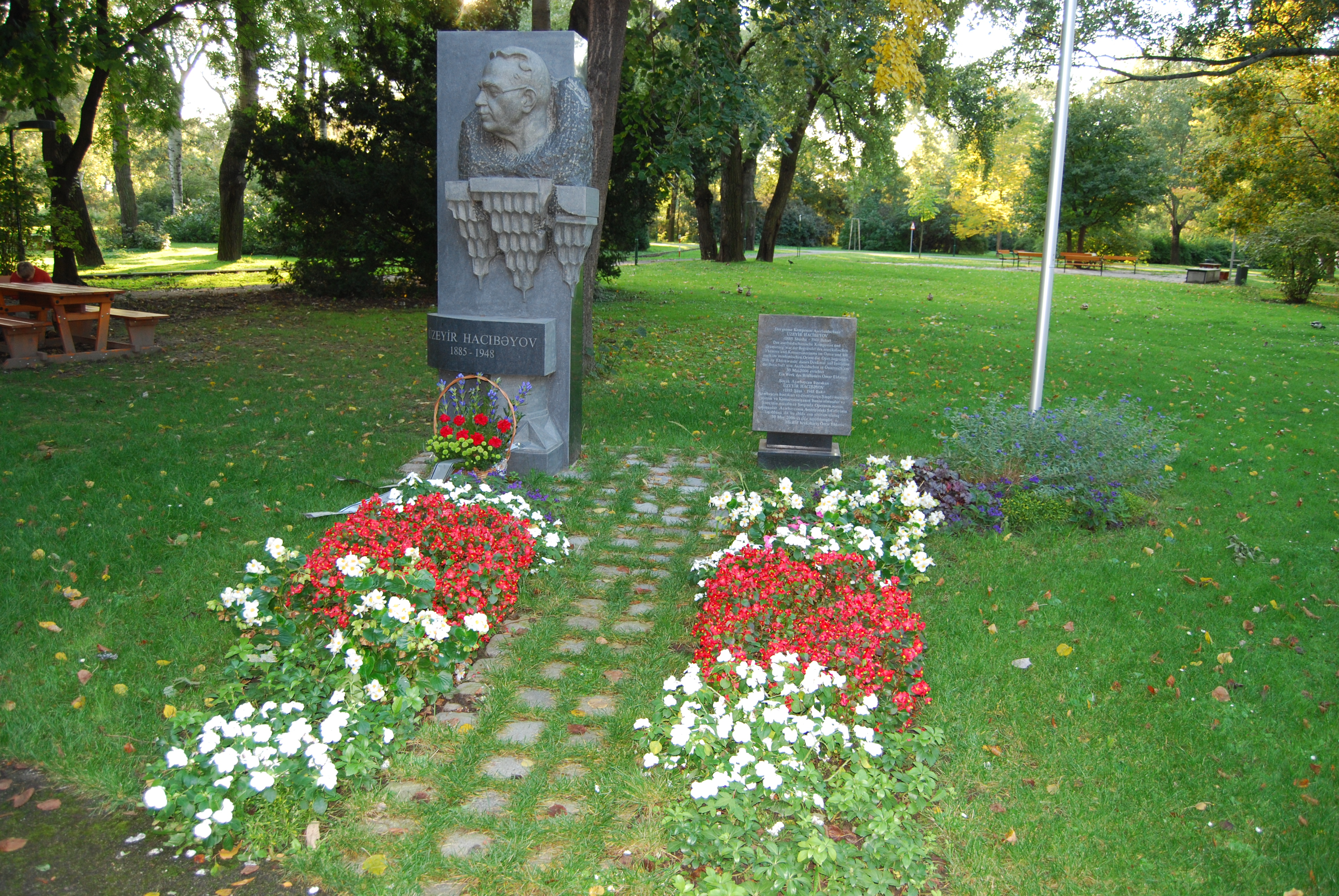
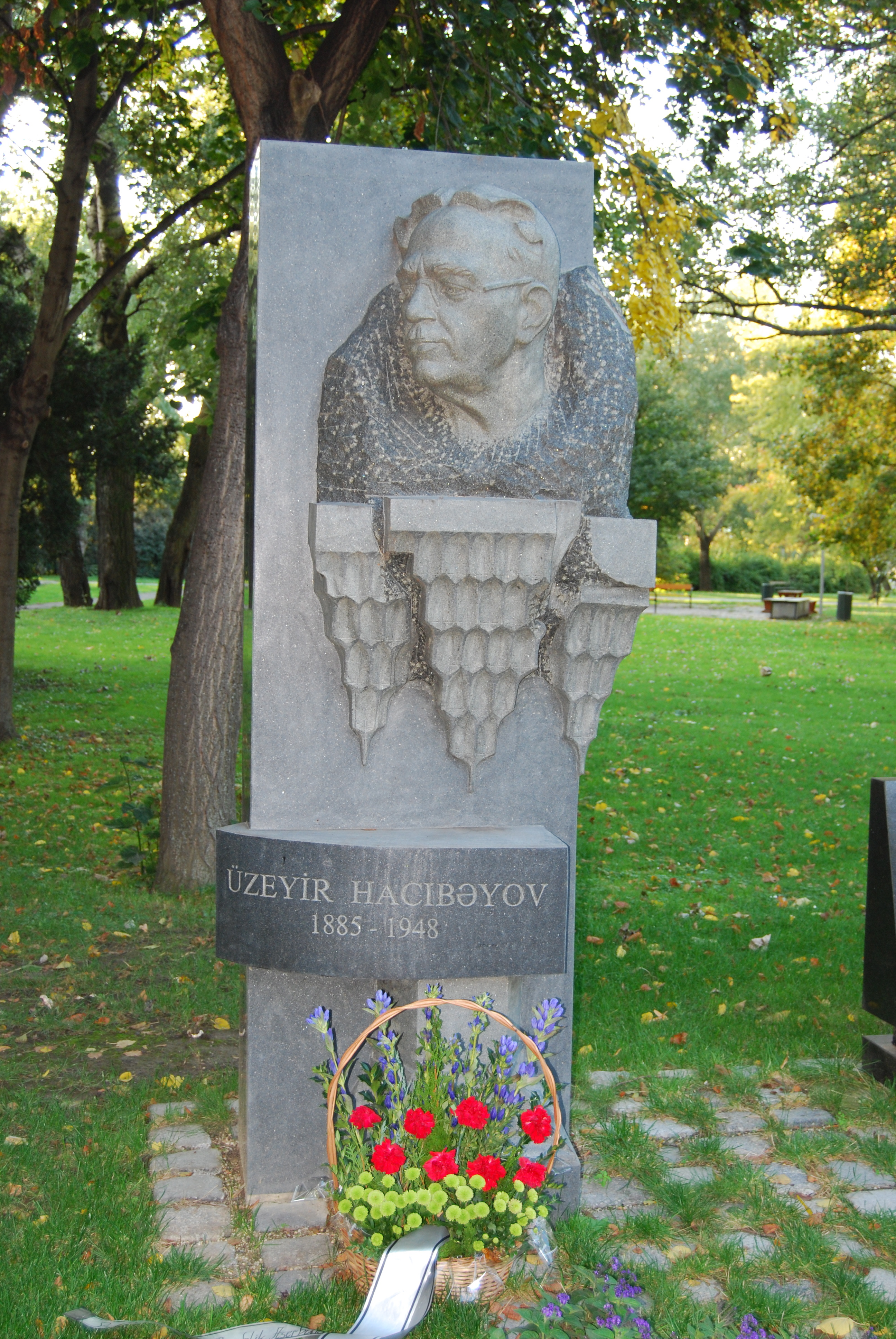

## Ehrungen
- 1938 Volkskünstler der UdSSR
- 1938 Leninorden
- 1941 Stalinpreis
- 1945 Orden des Roten Banners der Arbeit
- 1946 Stalinpreis